# 台灣六大毒蛇
臺灣六大毒蛇是指臺灣六種最致命的蛇類，分別是雨傘節、眼鏡蛇、龜殼花、赤尾青竹絲、鎖鏈蛇和百步蛇，牠們分佈於人口密度較高的低海拔區域，故時常被民眾目擊。不過目前這幾種蛇都因過度開發，導致數量持續減少。除了鎖鏈蛇和百步蛇以外，其餘未列入臺灣保育物種列表中。

## 種類和毒性
| 圖片 | 名稱       | 學名 | 毒性               | 註釋                                                     |
| ---- | ---------- | ---- | ------------------ | -------------------------------------------------------- |
|      | 雨傘節     |      | 神經性毒素         | 六大毒蛇中毒性最強，但個性較害羞不輕易攻擊人。           |
|      | 眼鏡蛇     |      | 神經性毒素         | 遇到威脅時會抬起頭並張大頸部，但個性其實較為膽小。       |
|      | 百步蛇     |      | 出血性毒素         | 注毒量最多，但平時個性溫馴。                             |
|      | 赤尾青竹絲 |      | 出血性毒素         | 因為數量多且環境接近人而有較多的攻擊事件，但毒性較弱。   |
|      | 龜殼花     |      | 出血性毒素         | 因為分布廣、帶有攻擊性、毒性也不弱，在台灣威脅性第一名。 |
|      | 鎖鏈蛇     |      | 出血性與神經性毒素 | 脾氣暴躁，攻擊性最強，攻擊範圍也最大。                   |

## 十大毒蛇
另有人將帶紋赤蛇、環紋赤蛇、菊池氏龜殼花、阿里山龜殼花列入主要毒蛇的名單中，成為十大毒蛇，這四種蛇毒性都不弱，但因為數量少，所以遲遲沒有開發出足夠的血清。